# Antonio Nocerino
Antonio Nocerino, italijanski nogometaš, * 9. april 1985, Neapelj, Italija. 
Kot vezist je igral za večje število klubov v Serie A in Serie B, je tudi nekdanji član italijanske reprezentance.

## Klubska statistika
|                    |                  |                  | Domača liga | Domača liga | Domači pokal | Domači pokal | Evropske tekme | Evropske tekme | Druga tekmovanja | Druga tekmovanja | Skupaj  | Skupaj |
| Klub               | Liga             | Sezona           | Nastopi     | Goli        | Nastopi      | Goli         | Nastopi        | Goli           | Nastopi          | Goli             | Nastopi | Goli   |
| ------------------ | ---------------- | ---------------- | ----------- | ----------- | ------------ | ------------ | -------------- | -------------- | ---------------- | ---------------- | ------- | ------ |
| A.S. Avellino 1912 | Serie B          | 2003–04          | 34          | 0           | 0            | 0            | –              | –              | –                | –                | 34      | 0      |
| A.S. Avellino 1912 | Serie B          | Skupaj           | 34          | 0           | 0            | 0            | –              | –              | –                | –                | 34      | 0      |
| Genoa C.F.C.       | Serie B          | 2004–05          | 5           | 0           | 0            | 0            | –              | –              | –                | –                | 5       | 0      |
| Genoa C.F.C.       | Serie B          | Skupaj           | 5           | 0           | 0            | 0            | –              | –              | –                | –                | 5       | 0      |
| Catanzaro Calcio   | Serie B          | 2004–05          | 21          | 0           | 0            | 0            | –              | –              | –                | –                | 5       | 0      |
| Catanzaro Calcio   | Serie B          | Skupaj           | 21          | 0           | 0            | 0            | –              | –              | –                | –                | 5       | 0      |
| F.C. Crotone       | Serie B          | 2005-06          | 15          | 0           | 0            | 0            | –              | –              | –                | –                | 15      | 0      |
| F.C. Crotone       | Serie B          | Skupaj           | 15          | 0           | 0            | 0            | –              | –              | –                | –                | 15      | 0      |
| A.C.R. Messina     | Serie A          | 2005-06          | 11          | 1           | 0            | 0            | –              | –              | –                | –                | 11      | 1      |
| A.C.R. Messina     | Serie A          | Skupaj           | 11          | 1           | 0            | 0            | –              | –              | –                | –                | 11      | 1      |
| Piacenza Calcio    | Serie B          | 2006–07          | 37          | 0           | 0            | 0            | –              | –              | –                | –                | 9       | 0      |
| Piacenza Calcio    | Serie B          | Skupaj           | 37          | 6           | 2            | 0            | –              | –              | –                | –                | 39      | 6      |
| Juventus           | Serie A          | 2007–08          | 32          | 0           | 4            | 0            | –              | –              | –                | –                | 36      | 0      |
| Juventus           | Serie A          | Skupaj           | 32          | 0           | 4            | 0            | –              | –              | –                | –                | 36      | 0      |
| Palermo            | Serie A          | 2008-09          | 33          | 0           | 0            | 0            | –              | –              | –                | –                | 33      | 0      |
| Palermo            | Serie A          | 2009-10          | 35          | 2           | 3            | 0            | –              | –              | –                | –                | 38      | 2      |
| Palermo            | Serie A          | 2010-11          | 38          | 4           | 5            | 0            | 6              | 0              | –                | –                | 49      | 4      |
| Palermo            | Serie A          | 2011-12          | 0           | 0           | 0            | 0            | 2              | 0              | –                | –                | 2       | 0      |
| Palermo            | Serie A          | Skupaj           | 106         | 6           | 8            | 0            | 8              | 0              | –                | –                | 122     | 6      |
| Milan              | Serie A          | 2011-12          | 35          | 10          | 3            | 0            | 10             | 1              | –                | –                | 48      | 11     |
| Milan              | Serie A          | Skupaj           | 35          | 10          | 3            | 0            | 10             | 1              | –                | –                | 48      | 11     |
| Skupaj v karieri   | Skupaj v karieri | Skupaj v karieri | 296         | 22          | 17           | 0            | 18             | 1              | –                | –                | 331     | 24     |